# 빅 백
《빅 백》(영어: Big Bag)은 칠드런스 텔레비전 워크숍에서 제작한 어린이 실사 인형극 프로그램이다. 카툰 네트워크에서 1996년 6월 2일부터 1998년 6월 30일까지 방영되었다.